# Cyperus multifolius
Cyperus multifolius är en halvgräsart som beskrevs av Carl Sigismund Kunth. Cyperus multifolius ingår i släktet papyrusar, och familjen halvgräs. IUCN kategoriserar arten globalt som akut hotad. Inga underarter finns listade i Catalogue of Life.